# Мерл золотохвостий
Мерл золотохвостий (Hylopsar cupreocauda) — вид горобцеподібних птахів родини шпакових (Sturnidae). Мешкає в Західній Африці.

## Поширення і екологія
Золотохвості мерли мешкають в Сьєрра-Леоне, Гвінеї, Ліберії, Кот-д'Івуарі і Гані. Вони живуть в тропічних і галерейних лісах та на плантаціях.

## Поведінка
Золотохвості мерли живляться комахами, плодами і нектаром. Гніздяться в дуплах, в кладці 3 яйця. Сезон розмноження триває з серпня по лютий.